# SN 2006nj
SN 2006nj – supernowa typu Ia odkryta 22 października 2006 roku w galaktyce A012428+0004. W momencie odkrycia miała maksymalną jasność 22,60m.